# إيه إم سي ليالي القتال
إيه إم سي ليالي القتال (بالإنجليزية: AMC Fight Nights)‏ أو ليالي القتال العالمية (بالإنجليزية: Fight Nights Global)‏ قبل 2021. هي منظمة روسية للفنون القتالية المختلطة استضافت سابقًا أحداث كيه-1 وغيرها من أحداث فنون الدفاع عن النفس.